# Runaway (10cc)
Runaway is een single van 10cc. Het is afkomstig van hun album Ten out of 10. De single werd alleen in Engeland uitgegeven.
Het is een van de liederen geschreven door Andrew Gold, Eric Stewart en Graham Gouldman in de periode dat het er naar uitzag dat Gold de producer van het album werd. Dat ging uiteindelijk niet door en Runaway verdween op de plank, maar verscheen wel op de Amerikaanse versie van het album.
Runaway wordt zowel als Runaway (wegloper) en Run Away (weglopen) gebruikt. Het achtergrondkoor vertoont gelijkenis met het koor uit I'm Not in Love.
B-kant was Action Man in Motown Suit, dat op zowel de Europese als Amerikaanse persing van het album stond.
Graham Gouldman · Eric Stewart · Kevin Godley · Lol Creme

Paul Burgess · Rick Fenn · Stuart Tosh · Duncan Mackay · Tony O'Malley